# Kyle J. Myers
Pour les articles homonymes, voir Myers.
Kyle J. Myers est une ingénieure biomédicale américaine, directrice de l'imagerie et des mathématiques appliquées au Food and Drug Administration Center for Devices and Radiological Health. Elle est membre de l'Optical Society et de Society of Photo-Optical Instrumentation Engineers (SPIE).

## Formation
Myers a été inspirée par son père, qui était ingénieur, pour étudier la physique. Myers a étudié la physique et les mathématiques à l'Occidental College et a obtenu son diplôme en 1980. Elle a déménagé à l'Université de l'Arizona pour ses études supérieures et a obtenu un doctorat en sciences optiques en 1985. Elle était supervisée par Harrison H. Barrett. Elle est restée à l'Université de l'Arizona pour une bourse postdoctorale jusqu'en 1987.

## Recherche et carrière
Myers a rejoint la Food and Drug Administration en 1987. Le livre de Myers Foundations of Image Science a été sélectionné comme lauréat du prix de rédaction de livres Joseph W. Goodman de la Optical Society ,. En 2014, Myers a été nommée directrice de la division de l'imagerie, des diagnostics et de la fiabilité des logiciels. Elle s'intéresse aux techniques de dépistage de nouvelle génération, au diagnostic médical et à l'imagerie 3D (en). Ceux-ci incluent l'imagerie du tissu mammaire pour la visualisation des anomalies, ainsi que le diagnostic de la maladie d'Alzheimer et de la maladie de Parkinson,. L'imagerie 3D, telle que la tomosynthèse, l'échographie 3D (en) et la tomodensitométrie mammaire offrent une sensibilité améliorée par rapport aux méthodes de dépistage 2D telles que la mammographie. En sa qualité à la Food and Drug Administration, Myers est impliquée dans la réglementation et l'approbation des nouvelles technologies, ce qui comprend l'approbation du premier système de tomodensitométrie mammaire dédié (2012) et de l'échographie mammaire (en) (2014).

### Service académique et distinctions
En 2012, Myers a été élue élève de l'année du Collège des sciences optiques de l'Université de l'Arizona. Elle a été finaliste des médailles Service to America (en) en 2012. Myers a participé à différentes initiatives visant à promouvoir l'égalité des sexes dans le domaine scientifique. En 2014, elle a figuré dans le planificateur SPIE Women in Optics, qui est produit chaque année et distribué aux collégiens et lycéens. Elle a été élue à la Académie nationale d'ingénierie des États-Unis en 2015,. Elle siège au comité directeur du Medical Device Innovation Consortium. Elle est membre de l'American Institute for Medical and Biological Engineering (en), de The Optical Society et de SPIE ,. Myers est membre du Conseil d'administration de la SPIE de 2018 à 2020.

### Publications (sélection)
Ses publications incluent :
- Kyle J. Myers, Foundations of Imaging Science, Wiley-Interscience, 2003 (ISBN 978-0471153009)
- Myers, « Model observers for assessment of image quality », PNAS, vol. 1993, no 21,‎ 1993, p. 9758–9765 (PMID 8234311, PMCID 47653, DOI 10.1073/pnas.90.21.9758, Bibcode 1993PNAS...90.9758B)
- Myers, « Addition of a channel mechanism to the ideal-observer model », Journal of the Optical Society of America A, vol. 4, no 12,‎ 1987, p. 2447–2457 (PMID 3430229, DOI 10.1364/JOSAA.4.002447, Bibcode 1987JOSAA...4.2447M)